# 1313: UFO Invasion
1313: UFO Invasion è un film del 2012 diretto da David DeCoteau.
Si tratta dell'ultimo film della serie 1313.

## Trama
Un gruppo di amici si presenta ad una festa in una casa di Malibu. Verranno tutti attaccati e rapiti da un alieno travestito da donna seducente.

## Produzione
Il film è stato girato con un budget stimato di 1 milione di dollari.